# همزادکشی

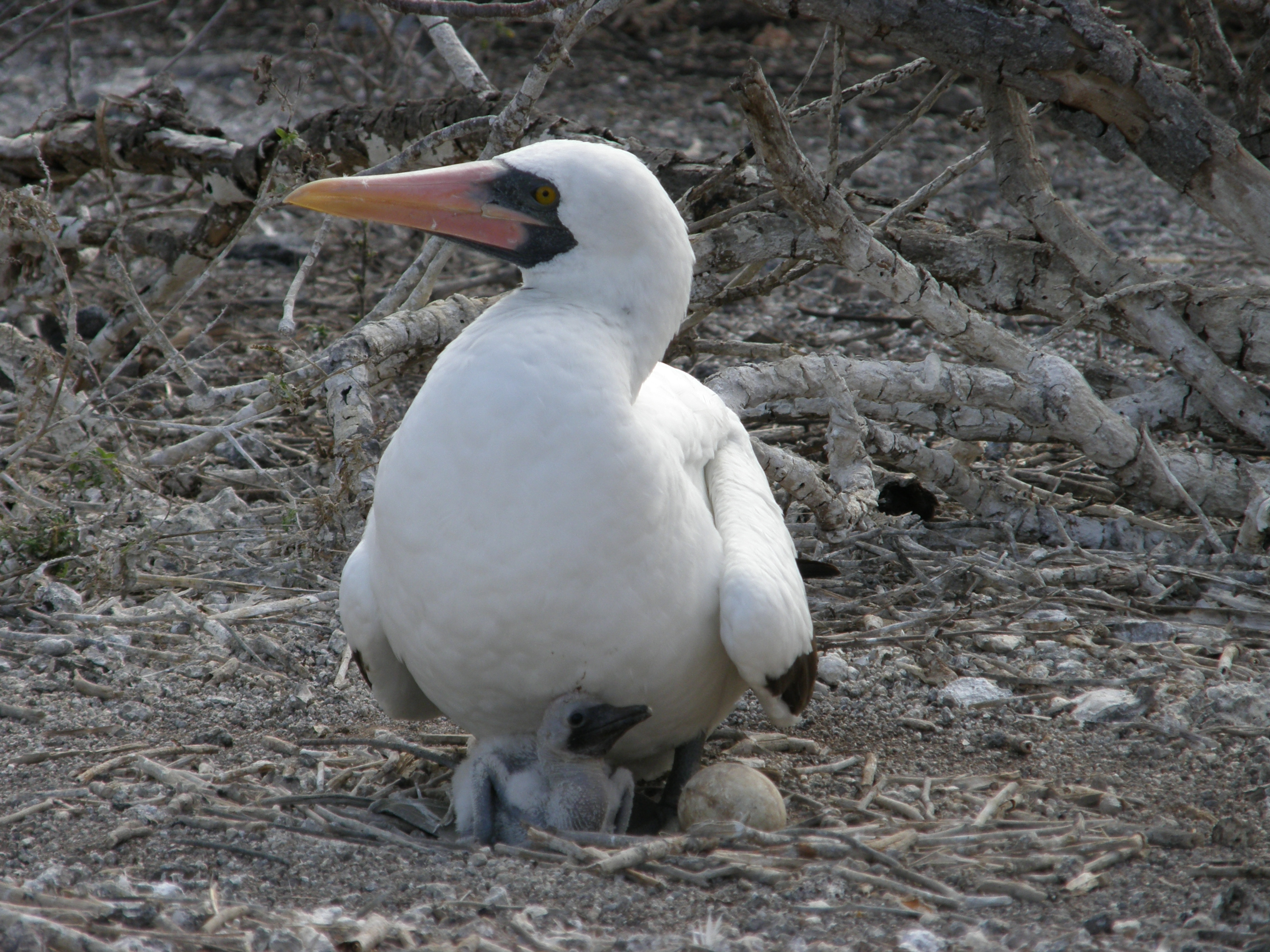
یک بوبی نازکا (Sula grandi) با جوجه و تخم. هنگامی که تخم دوم از تخم خارج می‌شود، هر خواهر و برادری که در آنجا حضور دارند تقریباً به‌طور قطع برادر یا خواهر کوچک‌تر خود را خواهند کشت.

همزادکشی (به انگلیسی: Siblicide) (که توسط بوم‌شناس رفتاری داگ موک به باربارا ام. براون نسبت داده می‌شود) کشتن یک فرد شیرخوار توسط بستگان نزدیکش (برادر و برادر کامل یا ناتنی) است. ممکن است مستقیماً بین همزادان اتفاق بیفتد یا توسط والدین میانجیگری شود و به واسطه مزایای مستقیم برازش برای مرتکب و گاهی والدینش ایجاد می‌شود. همزادکشی عمدتاً، اما نه تنها، در پرندگان دیده شده‌است. (این کلمه همچنین به عنوان یک واژه یکپارچه برای برادرکشی و خواهرکشی در نوع انسان استفاده می‌شود؛ برخلاف این اصطلاحات خاص‌تر، جنسیت قربانی را نامشخص می‌گذارد)
رفتار همزادکشی می‌تواند اجباری یا اختیاری باشد. همزادکشی اجباری (Obligate siblicide) زمانی است که تقریباً همیشه یک خواهر یا برادر کشته می‌شود. همزادکشی اختیاری (Facultative siblicide) به این معنی است که ممکن است بر اساس شرایط محیطی، همزادکشی رخ دهد یا نباشد. در پرندگان، رفتار همزادکشی اجباری سبب کشتن جوجه (های) کوچکتر توسط جوجه بزرگ‌تر می‌شود. در جانوران همزادکشی اختیاری، درگیری پیاپی است، اما همیشه سبب مرگ خواهر یا برادر نمی‌شود. این نوع رفتار اغلب در الگوهای گونه‌های مختلف وجود دارد. به عنوان مثال، در سگ پاآبی، خواهر یا برادر ممکن است تنها یک بار در روز به مدت چند هفته مورد ضرب و شتم یک جفت لانه قرار گیرد و سپس به‌طور تصادفی مورد حمله قرار گیرد که سبب مرگ او شود. تعداد پرندگانی که از نظر اختیاری مانند همزادکشی هستند بیشتر از همزادکشی اجباری هستند. این شاید به این دلیل است که همزادکشی مقدار زیادی انرژی می‌گیرد و همیشه سودمند نیست.